# Hail to the Chief

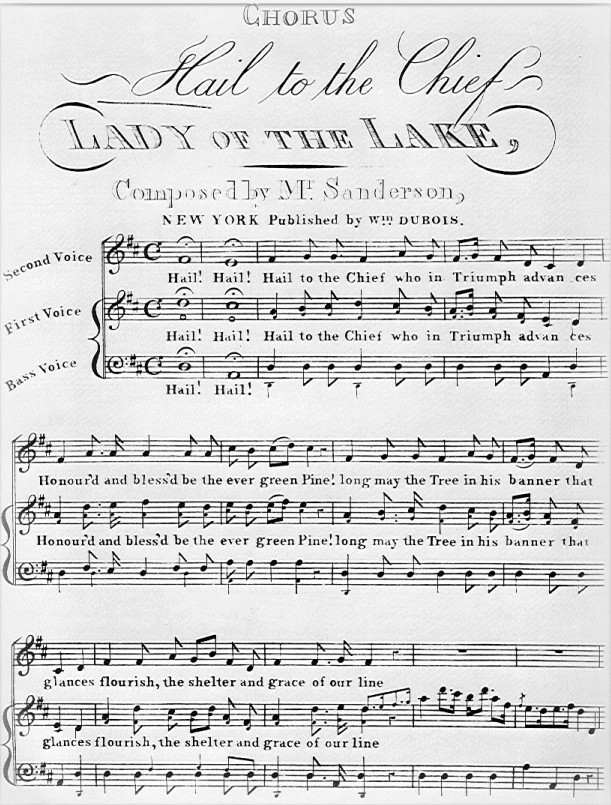
Titelblatt Hail to the Chief

Hail to the Chief (zu Deutsch etwa „Gruß dem Häuptling“) ist der offizielle Präsidialsalut für den Präsidenten der Vereinigten Staaten von Amerika, der ihn bei fast allen öffentlichen Auftritten begleitet. Vorher werden für den Präsidenten vier Trommelwirbel und Fanfaren (ruffles and flourishes) gespielt.

## Entstehung
Seinen Ursprung hat das Lied angeblich in der Seenlandschaft der schottischen Highlands. Der aus London stammende Komponist des Stückes, der Leiter des Surrey Theatre, James Sanderson (1769–1841), soll sich aber nie dort aufgehalten haben. Der Text geht zurück auf Walter Scotts The Lady of the Lake (1810) mit der Zeile „Hail to the Chief who in triumph advances!“. Im Original bezog sich das „Chief“ daher auf den fiktiven schottischen Volkshelden Roderick Dhu, der eine der Hauptpersonen des Gedichtes ist.
Im November 1810 schrieb Scott einem Freund, dass The Lady of the Lake von Martin und Reynolds in London und von einem Mister Siddons in Edinburgh als Theaterstück adaptiert würde. Dieses Stück wurde auch im New Theatre in Philadelphia gespielt. Produzent Edmund John Eyre übernahm die Adaption von J.A. Jones, die James Sandersons Hail to the Chief für den Boat Song am Ende des Stücks übernahm. Das Stück war in den Vereinigten Staaten sehr populär und so wurde das Lied auch in den Vereinigten Staaten verbreitet.
Erstmals einem amerikanischen Präsidenten gewidmet wurde das Stück, als es am 22. Februar 1815 auf einer Feier in Boston an den Präsidenten George Washington sowie an das Ende des Krieges von 1812 erinnern sollte. Es wurde unter dem Titel Wreaths for the Chieftain gespielt. Auch hier spielte Lady of the Lake eine große Rolle, war Roderick Dhu doch ein Clananführer, der sich gegen die verhassten Engländer und den englischen König durchsetzen konnte.
Am 4. Juli 1828, dem amerikanischen Nationalfeiertag, spielte das Marineorchester das Lied bei der Eröffnungszeremonie des Chesapeake and Ohio Canal in Anwesenheit von Präsident John Quincy Adams. Als erster Präsident wurde jedoch Andrew Jackson am 9. Januar  1829 mit dem Lied geehrt. Während Martin Van Burens Amtseinführungszeremonie erklang das Lied als eines von mehreren.
Als Ankündigungsmusik für den Präsidenten erklang Hail to the Chief erstmals auf Vorschlag von Julia Tyler, der Gattin von John Tyler. Bei der Amtseinführung von James K. Polk am 4. März 1845 wurde das Stück ebenfalls gespielt.
Chester A. Arthur, der 21. Präsident der Vereinigten Staaten, konnte sich mit Hail to the Chief nicht richtig anfreunden. In einem Gespräch mit John Philip Sousa, damaliger Kapellmeister der United States Marine Band, bat er diesen, eine neue Komposition für das Präsidialamt zu kreieren. Dieser fertigte zu diesem Zweck zwei Werke an: Presidential Polonaise (1886) und zwei Jahre später Semper Fidelis (1888). Als Präsidialsalut durchsetzen konnte sich jedoch keines der beiden Stücke, bis heute wird zur Ehrung des Präsidenten Hail to the Chief gespielt.
1954 machte das US-Verteidigungsministerium das Stück zur offiziellen Hymne des Präsidenten.

## Wortlaut und Musik
Bei Hail to the Chief handelt es sich um einen langsamen, melodischen Marsch mit einer eingängigen Melodie. Generell wird er als eines von mehreren Liedern bei der Amtseinführung des US-amerikanischen Präsidenten gespielt und auch häufig bei Staatsempfängen. Es gibt jedoch keine verbindlichen Regeln. So verwandte Trump beispielsweise lieber God Bless the USA von Lee Greenwood bei Auftritten.
Der Text stammt von Albert Gamse. Das Lied wird jedoch meistens instrumental vorgetragen.
Hail to the Chief we have chosen for the nation,

Hail to the Chief! We salute him, one and all.

Hail to the Chief, as we pledge cooperation

In proud fulfillment of a great, noble call.

Yours is the aim to make this grand country grander,

This you will do, that’s our strong, firm belief.

Hail to the one we selected as commander,

Hail to the President! Hail to the Chief!

## Kulturelle Bezüge
- Die Wendung „Hail to the Chief“ wird in der US-amerikanischen Kultur gern genutzt, um sich über Autoritätspersonen lustig zu machen – so etwa als Titel mehrerer Film- und Fernsehproduktionen sowie in Musiktiteln.[6]
- Der Spitzname des Baseball-Spielers Chad Cordero lautet „The Chief“. Bei Spielen seiner Mannschaft, der Washington Nationals, wird „Hail to the Chief!“ auf den Anzeigetafeln eingeblendet.[7]
- Zur Zeit der Watergate-Affäre sangen Demonstranten – Präsident Richard Nixon kolportierend – das Lied oft mit dem Text „Jail to the Thief“ (sinngemäß: Ins Gefängnis mit dem Dieb).[8]
- Anlässlich der Amtseinführung George W. Bushs im Jahr 2001 skandierten Demonstranten „Hail to the Thief“ in Anspielung auf die vermeintlich „gestohlene“ Präsidentschaftswahl im Vorjahr. Die Rockband Radiohead veröffentlichte im Jahr 2003 ein Album mit dem Titel „Hail to the Thief“.[9][10]